# 2024年亞太聽障運動會中華台北代表團
| 中華聽障奧會會旗             |      |      |      |      |
| 吉隆坡亞太聽障運動會總獎牌數 |      |      |      |      |
| 金牌                         | 銀牌 | 銅牌 | 總計 | 排名 |
| 3                            | 7    | 10   | 20   | 9    |

2024年亞太聽障運動會中華台北代表團是中華民國（台灣）以“中華台北”名義，參與在馬來西亞吉隆坡舉行的2024年亞太聽障運動會，最終獲得3金7銀10銅，總共20面獎牌。

## 运动员統計
| 项目   | 男子 | 女子 | 总计 |
| ------ | ---- | ---- | ---- |
| 田徑   | 4    | 3    | 7    |
| 羽球   | 4    | 3    | 7    |
| 桌球   | 4    | 2    | 6    |
| 保齡球 | 4    | 4    | 8    |
| 跆拳道 | 2    | 1    | 3    |
| 总计   | 18   | 13   | 31   |

## 獎牌統計

### 獎牌項目
| 項目   | 金牌 | 銀牌 | 銅牌 | 總數 |
| ------ | ---- | ---- | ---- | ---- |
| 保齡球 | 2    | 3    | 1    | 6    |
| 田徑   | 1    | 1    | 2    | 4    |
| 羽球   | 0    | 1    | 3    | 4    |
| 桌球   | 0    | 2    | 1    | 3    |
| 跆拳道 | 0    | 0    | 3    | 3    |

### 獎牌得主
| 獎牌 | 運動員                                           | 運動   | 項目            | 日期    |
| ---- | ------------------------------------------------ | ------ | --------------- | ------- |
| 金牌 | 謝盛福 盧泰安                                    | 保齡球 | 男子雙人賽      | 12月3日 |
| 金牌 | 張堯茜 王玉琴                                    | 保齡球 | 女子雙人賽      | 12月3日 |
| 金牌 | 許安誼                                           | 田徑   | 女子標槍        | 12月4日 |
| 銀牌 | 楊榮宗 盧仕杰 郭岳東 莊承燁                      | 桌球   | 男子團體        | 12月4日 |
| 銀牌 | 沈彥汝                                           | 羽球   | 女子單打        | 12月4日 |
| 銀牌 | 謝盛福 盧泰安 張立孝 郭冠銘                      | 保齡球 | 男子團體賽      | 12月4日 |
| 銀牌 | 林香孜 薛秀珍 張堯茜 王玉琴                      | 保齡球 | 女子團體賽      | 12月4日 |
| 銀牌 | 楊榮宗 盧仕杰                                    | 桌球   | 男子雙打        | 12月5日 |
| 銀牌 | 林香孜                                           | 保齡球 | 女子盟主賽      | 12月6日 |
| 銀牌 | 陳昀暄                                           | 田徑   | 女子400公尺     | 12月6日 |
| 銅牌 | 林香孜                                           | 保齡球 | 女子個人賽      | 12月2日 |
| 銅牌 | 孫樹良                                           | 跆拳道 | 男子個人品勢    | 12月3日 |
| 銅牌 | 劉沁瑀                                           | 跆拳道 | 女子個人品勢    | 12月3日 |
| 銅牌 | 孫樹良 劉沁瑀                                    | 跆拳道 | 配對品勢        | 12月3日 |
| 銅牌 | 鄭成鼎                                           | 羽球   | 男子單打        | 12月4日 |
| 銅牌 | 陳忠羿 鄭成鼎                                    | 羽球   | 男子雙打        | 12月4日 |
| 銅牌 | 邱奕晧                                           | 田徑   | 男子標槍        | 12月4日 |
| 銅牌 | 王柏淳                                           | 田徑   | 男子110公尺跨欄 | 12月5日 |
| 銅牌 | 鄭成鼎 陳忠羿 鄞世榮 林佳勳 沈彥汝 蕭安宇 江巧羽 | 羽球   | 混合團體賽      | 12月7日 |
| 銅牌 | 楊榮宗                                           | 桌球   | 男子單打        | 12月7日 |

## 田徑

### 男子組
- 王柏淳：男子110公尺跨欄（16.73， 銅牌）
- 邱奕晧：
  - 男子標槍：49.71（ 銅牌）
  - 男子鉛球：11.89（第五名）
  - 男子鐵餅：35.21（第五名）
- 王裕鋐：
  - 男子標槍：49.62（第四名）
  - 男子鐵餅：28.33（第八名）

- 危宇澤：
  - 男子100公尺：11.48（預賽）、11.38（準決賽）、11.77（決賽，第八名）
  - 男子跳遠：6.67（第五名）

### 女子組
- 許樂：女子800公尺（2:41.09 ，第五名）
- 許安誼：
  - 女子標槍：42.06（ 金牌）
  - 女子鐵餅：32.55（第六名）
  - 女子鉛球：9.48（第六名）
- 陳昀暄：
  - 女子400公尺：1:05.24（準決賽）、1:04.12（決賽， 銀牌）
  - 女子800公尺：2:43.14（第六名）

## 桌球

### 男子組
單打
- 楊榮宗： 銅牌
- 郭岳東：八強
- 莊承燁：十六強
- 盧仕杰：小組預賽（未晉級）

雙打
- 郭岳東、莊承燁：
  - 16強賽： 中国澳门（勝，4–0）
  - 8強賽： 韩国（負，1–4）
- 楊榮宗、盧仕杰：
  - 16強賽： 蒙古（勝，4–0）
  - 8強賽： （勝，4–0）
  - 4強賽： 中国（勝，4–2）
  - 金牌戰： 中国（負，0–4）
  - 結果： 銀牌

團體
| 隊伍                        | 項目     | 預賽             | 預賽             | 預賽 | 準決賽           | 金牌戰           | 排名 |
| 隊伍                        | 項目     | 對手分數         | 對手分數         | 排名 | 對手分數         | 對手分數         | 排名 |
| --------------------------- | -------- | ---------------- | ---------------- | ---- | ---------------- | ---------------- | ---- |
| 盧仕杰 楊榮宗 郭岳東 莊承燁 | 男子團體 | 伊朗 · 勝（3–0） | 印度 · 勝（3–0） | 1    | 韩国 · 勝（3–1） | 中国 · 負（1–3） | 銀牌 |

### 女子組
單打
- 張宜君：十六強賽
- 陳千霏：十六強賽4:3勝伊朗

```
       八強賽 1:4負中國 黃夢萍（曾為兩屆聽障奧運會女子單打金牌）
```

雙打
- 張宜君、陳千霏：
  - 8強賽： 中国（負，0–4）

### 混合組
- 楊榮宗、張宜君：
  - 16強賽： 伊拉克（勝，4–1）
  - 8強賽： 中国（負，0–4）
- 盧仕杰、陳千霏：
  - 16強賽： 中国（負，1–4）

## 羽球

### 男子組
單打
- 鄭成鼎：
  - 32強賽：M.Sayyid Az Zahiri（ 印度尼西亚-勝，2–0）
  - 16強賽：Dakshraj Singh（ 印度-勝，2–0）
  - 8強賽：Edmund Teo（ 马来西亚-勝，2–0）
  - 4強賽：Abhinav Sharma（ 印度-負，1–2）
  - 結果： 銅牌
- 鄞世榮：
  - 64強賽：Kaifeng Tang（ 中国-勝，2–0）
  - 32強賽：Masood Mohsenpour（ 伊朗-負，0–2）
- 林佳勳：
  - 32強賽：A.Sombun（ 泰国-負，0–2）
- 陳忠羿：
  - 32強賽：Piyush（ 印度-負，1–2）

雙打
- 陳忠羿、鄭成鼎：
  - 16強賽：C.A.Abas、I.R.Ryandhani（ 印度尼西亚-勝，2–0）
  - 8強賽：Heng Bock Francis、Tan Hairul Hakimi M.Ja（ 马来西亚-勝，2–0）
  - 4強賽：Myeongsoo Seo、Kyungduk Shin（ 韩国-負，0–2）
  - 結果： 銅牌
- 鄞世榮、林佳勳：
  - 16強賽：Xibao Huang、Wenhai Yan（ 中国-勝，2–0）
  - 8強賽：Siriwat Mattayanumat、Ittikorn Punya（ 泰国-負，0–2）

### 女子組
單打
- 沈彥汝：
  - 32強賽：Aizhan Akmoldanova（ -勝，2–0）
  - 16強賽：Aaditya Yadav（ 印度-勝，2–1）
  - 8強賽：Ayaka Yakabe（ 日本-勝，2–0）
  - 4強賽：Wei Ying Boon（ 马来西亚-勝，2–1）
  - 金牌戰：Minkyeong Park（ 韩国-負，0–2）
  - 結果： 銀牌
- 蕭安宇：
  - 32強賽：Ayazhan Zhumabek（ -勝，2–0）
  - 16強賽：Minkyeong Park（ 韩国-負，0–2）
- 江巧羽：
  - 32強賽：Yueting Du（ 中国-負，0–2）

雙打
- 沈彥汝、蕭安宇：
  - 16強賽：Wing Sum Chan 、Yeuk Lam Chan （ 中国香港-勝，2–0）
  - 8強賽：J.A.Jayaratchagan、Aaditya Yadav（ 印度-負，0–2）

### 混合組
- 鄭成鼎、沈彥汝：
  - 32強賽：Artem Kovalskiy、Dinara Karazhanova（ -勝，2–0）
  - 16強賽：Taeho Heo、Hyang Kim（ 韩国-勝，2–0）
  - 8強賽：Edmund Teo、Wei Ying Boon（ 马来西亚-負，1–2）
- 鄞世榮、江巧羽：
  - 32強賽：Andre L. Pangestu、Eka Puspita Anggraini（ 印度尼西亚-勝，2–0）
  - 16強賽：Jonghun Yoon、Eunkyung Yu（ 韩国-負，1–2）
- 陳忠羿、蕭安宇：
  - 32強賽：Myeongsoo Seo、Minkyeong Park（ 韩国-負，0–2）

### 團體組
- 男選手：鄭成鼎、陳忠羿、鄞世榮、林佳勳
- 女選手：沈彥汝、蕭安宇、江巧羽

| 隊伍               | 項目     | 預賽                 | 預賽                 | 預賽 | 淘汰賽           | 4強準決賽        | 排名 |
| 隊伍               | 項目     | 對手分數             | 對手分數             | 排名 | 對手分數         | 對手分數         | 排名 |
| ------------------ | -------- | -------------------- | -------------------- | ---- | ---------------- | ---------------- | ---- |
| 中華台北聽障羽球隊 | 混合團體 | 马来西亚 · 敗（2–3） | 中国香港 · 勝（3–2） | 2    | 中国 · 勝（3–2） | 印度 · 敗（2–3） | 銅牌 |

## 保齡球

### 男子組
個人賽
- 張立孝：1089分（第7名）
- 謝盛福：1061分（第9名）
- 盧泰安：1050分（第10名）
- 郭冠銘：962分（第26名）

盟主賽
- 盧泰安：8強
- 謝盛福：16強
- 張立孝：16強

雙人賽
- 謝盛福、盧泰安：2218分（ 金牌）
- 張立孝、郭冠銘：2063分（第6名）

團體賽
- 謝盛福、盧泰安、張立孝、郭冠銘：4093分（ 銀牌）

### 女子組
個人賽
- 林香孜：1067分（ 銅牌）
- 薛秀珍：1056分（第4名）
- 王玉琴：1047分（第5名）
- 張堯茜：929分（第16名）

盟主賽
- 林香孜： 銀牌
- 王玉琴：8強
- 薛秀珍：8強
- 張堯茜：16強

雙人賽
- 張堯茜、王玉琴：2054分（ 金牌）
- 林香孜、薛秀珍：1970分（第四名）

團體賽
- 林香孜、薛秀珍、張堯茜、王玉琴：3932分（ 銀牌）

## 跆拳道
品勢
- 孫樹良：男子個人品勢（ 銅牌）
- 劉沁瑀：女子個人品勢（ 銅牌）
- 孫樹良、劉沁瑀：配對品勢（ 銅牌）

對打
- 謝承霖：男子80+公斤級（首輪止步）
- 劉沁瑀：女子53-57公斤級（首輪止步）

## 外部連結
- 2024年亞太聽障運動會-中華台北代表團（官方網站）